# Coppa del Re 2010 (hockey su pista)
La Coppa del Re 2010 è stata la 67ª edizione della principale coppa nazionale spagnola di hockey su pista. La competizione ha avuto luogo con la formula della final eight dal 25 al 28 febbraio 2010 presso il Pavelló Municipal di Lloret de Mar. 
Il trofeo è stato conquistato dal Vic per la terza volta nella sua storia superando in finale il Vilanova.

## Squadre partecipanti
Le squadre qualificate sono le prime otto classificate al termine del girone di andata dell'OK Liga 2010-2011.
| Club            | Qualificazione                             |
| --------------- | ------------------------------------------ |
| Liceo La Coruña | 1º posto nel girone di andata dell'Ok Liga |
| Barcellona      | 2º posto nel girone di andata dell'Ok Liga |
| Vic             | 3º posto nel girone di andata dell'Ok Liga |
| Vilanova        | 4º posto nel girone di andata dell'Ok Liga |
| Noia            | 5º posto nel girone di andata dell'Ok Liga |
| Reus Deportiu   | 6º posto nel girone di andata dell'Ok Liga |
| Lloret          | 7º posto nel girone di andata dell'Ok Liga |
| Tenerife        | 8º posto nel girone di andata dell'Ok Liga |

## Risultati

### Quarti di finale
| Squadra 1        | Risultato | Squadra 2     |
| ---------------- | --------- | ------------- |
| 25 febbraio 2010 |           |               |
| Liceo La Coruña  | 4 - 2     | Tenerife      |
| Vilanova         | 6 - 1     | Lloret        |
| 26 febbraio 2010 |           |               |
| Vic              | 3 - 0     | Noia          |
| Barcellona       | 6 - 1     | Reus Deportiu |

### Semifinali
| Squadra 1        | Risultato       | Squadra 2       |
| ---------------- | --------------- | --------------- |
| 27 febbraio 2010 |                 |                 |
| Vic              | 1 - 1 (2-1 dtr) | Barcellona      |
| Vilanova         | 4 - 3           | Liceo La Coruña |

### Finale
| Lloret de Mar 28 febbraio 2010 | Vic | 4 – 2 | Vilanova |  |